# 董晓军
董晓军（1962年11月—），男，中华人民共和国外交官，曾任中华人民共和国驻牙买加、乌拉圭东岸共和国和保加利亚共和国特命全权大使。

## 生平
董晓军先后毕业于上海外国语学院、外交学院和哈佛大学肯尼迪政府学院。1985年，进入中华人民共和国外交部工作，先后在驻阿富汗大使馆、驻冈比亚大使馆、外交部拉丁美洲和加勒比司任职。2001年，任驻特立尼达和多巴哥大使馆参赞。2004年，任外交部拉丁美洲和加勒比司参赞。2008年，任驻纽约总领事馆副总领事。2013年9月，出任中华人民共和国驻牙买加大使。2015年12月，出任中华人民共和国驻乌拉圭大使。2018年，任外交部拉丁美洲和加勒比司大使。2019年2月，出任中华人民共和国驻保加利亚大使。2023年11月，自驻保加利亚大使离任。

## 荣誉
外国勋章奖章
- 一级马达拉骑士勋章（保加利亚，2023年11月20日于索菲亚总统府颁发[7]）

## 家庭
已婚，有一子。